# Emanuel Herrmann

Professor Emanuel Herrmann

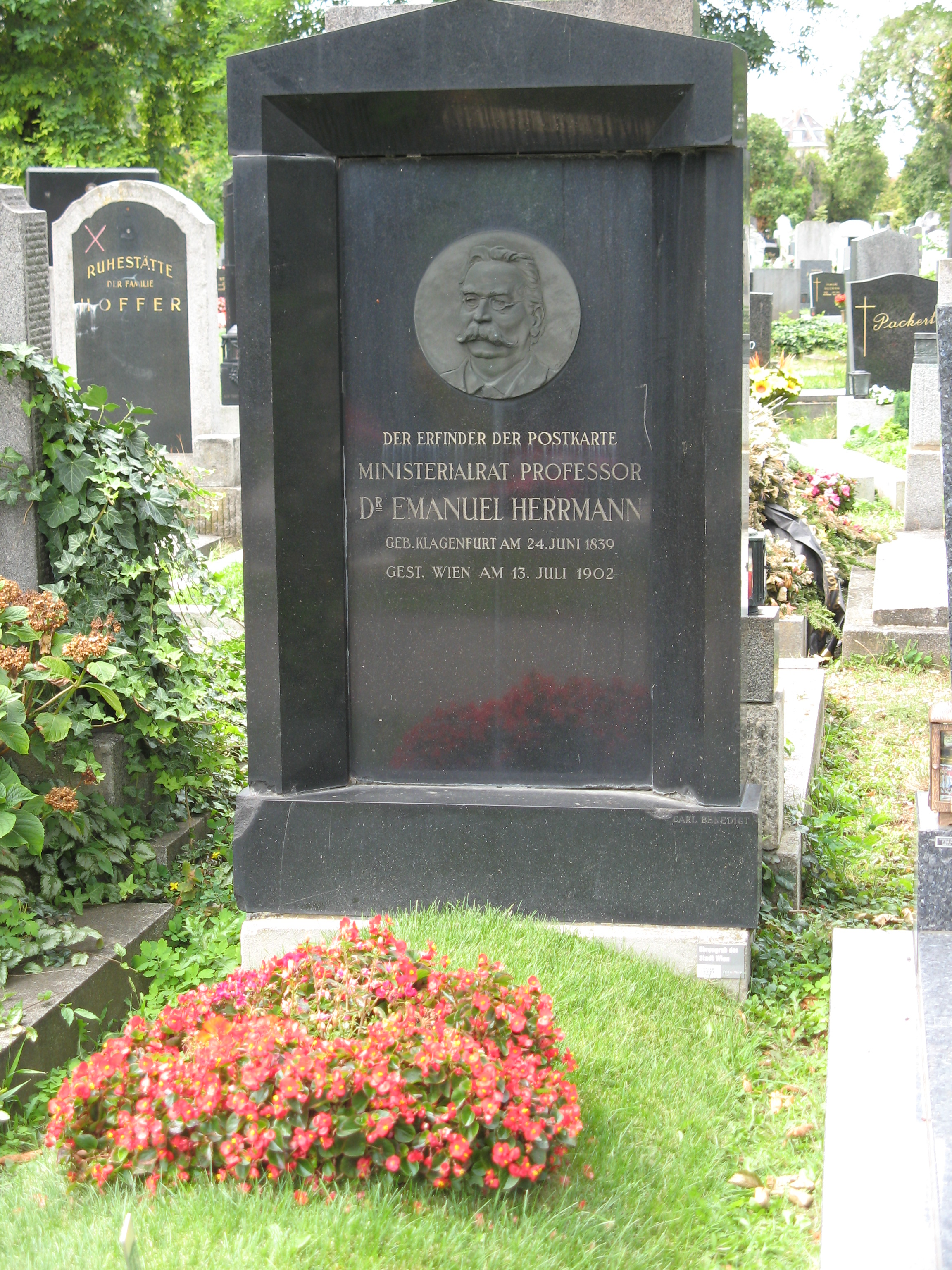
Grab von Emanuel Herrmann

Emanuel Herrmann (* 24. Juni 1839 in Klagenfurt, Kärnten; † 13. Juli 1902 in Wien) war ein österreichischer Nationalökonom. Er machte den ausschlaggebenden Vorschlag für die erstmalige postamtlich-offizielle Einführung der Postkarte in Österreich-Ungarn. Alleiniger Erfinder der Postkarte war er allerdings nicht, da es bereits frühere Ansätze gab.

## Leben
Sein Vater Alexander Herrmann (* 30. Oktober 1802; † 17. August 1875) war Bezirkshauptmann in Klagenfurt. Die Mutter war dessen Ehefrau Elisabeth Steiner von Steinberg (* 30. August 1811; † 16. Dezember 1884). Herrmanns Großvater Josef war Zeichenmeister und sein Urgroßvater Johann wanderte aus Schlesien ein, dieser war Kunsttischler. Der Domherr Heinrich Herrmann war sein Onkel, ein berühmter Geschichtsschreiber des 19. Jahrhunderts. Herrmann war römisch-katholisch und heiratete am 9. September 1865 Maria Gußmann (* 22. Juni 1843). Aus der Ehe ging ein Sohn und eine Tochter hervor.
Er ging von 1848 bis 1856 in ein Gymnasium in Klagenfurt in dem Benediktiner unterrichteten. Nach Absolvierung des Studiums der Rechtswissenschaften in Wien, Prag und Graz trat er 1861 als Praktikant bei der Finanzprokuratur in Klagenfurt ein. Kurze Zeit später  habilitierte er sich in Graz und war dort ab 1863 an der Universität als Privatdozent für Nationalökonomie. Nach einem kurzen Studienaufenthalt andernorts im Jahr 1864 gab er Vorlesungen in Graz. Ab 1868 unterrichtete er Nationalökonomie und Enzyklopädie der Rechtswissenschaften an der Militärakademie in Wiener Neustadt. Als Nächstes war er ab 1871 Dozent an der Wiener Handelsakademie. Anschließend war er Ministerialrat am Ministerium für Kultus und Unterricht. Von 1882 bis 1902 war Herrmann dann an der Technischen Hochschule Wien ordentlicher Professor für Nationalökonomie.
Am 26. Jänner 1869 veröffentlichte er in der Neuen Freien Presse einen Beitrag unter dem Titel Über eine neue Art der Korrespondenz mittels der Post. In diesem Artikel regte er an, dass alle geschriebenen oder durch Kopiermaschinen oder mittels Druck erzeugten Karten im Format eines gewöhnlichen Briefkuverts offen mit einer Zweikreuzermarke versendet werden dürfen, wenn sie mit Einschluss der Adresse und Unterschrift des Absenders nicht mehr als 20 Worte enthalten. Das normale Briefporto betrug damals fünf Kreuzer.
Der Vorschlag Herrmanns fiel auf fruchtbaren Boden. Der damalige General-Postdirektor Ritter v. Maly griff den Gedanken auf. Schon im September 1869 erschien die Verordnung des Handelsministeriums über die Einführung der Korrespondenzkarte, wonach vom 1. Oktober 1869 von der Postverwaltung Postkarten ausgegeben werden, auf welchen kurze schriftliche Mitteilungen nach allen Orten der Monarchie ohne Unterschied der Entfernung gegen eine Gebühr von zwei Neukreuzern befördert werden können.
Die Korrespondenzkarte nahm von Österreich ihren Weg durch die ganze Welt. Herrmann wurde durch diese Erfindung ein bekannter Mann. Allerdings wurde seine Urheberschaft später bestritten. So wurde im Deutschen Reichstag von einem Vertreter der Regierung erklärt, dass der preußische Oberpostrat und spätere Reichspostdirektor Heinrich von Stephan der eigentliche Erfinder der Korrespondenzkarte sei, da er diese schon im Jahre 1865 auf der Postkonferenz in Karlsruhe vorgeschlagen habe. Diese Behauptung wurde aber von österreichischer Seite stets mit dem Argument zurückgewiesen, Stephan habe damals keine Korrespondenzkarte vorgeschlagen, sondern ein Postblatt, das in der Größe einer Geldanweisung bei allen Postkassen erhältlich sein sollte, aber vor dem Gebrauch erst mit einer Marke im Wert des vormaligen Briefportos (ein Silbergroschen) beklebt werden musste. Das allerdings wäre keine Neuerung gewesen, da das Briefporto nicht ermäßigt werden sollte; vielmehr sei nur beabsichtigt gewesen, die Manipulation der Post zu erleichtern. Tatsächlich gelangte auch nicht das von Stephan vorgeschlagene Postblatt, sondern eine Postkarte genau nach dem Muster der österreichischen Korrespondenzkarte in Deutschland zur Einführung. Stephan hat übrigens selbst niemals den Anspruch erhoben, der Erfinder der Postkarte zu sein.
Herrmann gehörte die Villa Seefels in Pörtschach am Wörther See, außerdem sammelte er Volkslieder und brachte diese als Bücher heraus.
Vom 20. August 1870 bis zu seiner Mandatsniederlegung am 2. April 1872 war er Abgeordneter im Kärntner Landtag für den Wahlkreis STM 1 Klagenfurt. Nach seinem Rücktritt kam es zu einer Nachwahl vom 24. September 1872, bei der er wiedergewählt wurde. Im Landtag war er von 1870 bis 1871 Mitglied des Finanz-, des volkswirtschaftlichen, des Revisions- und des Verifikationsausschusses und von 1872 bis 1878 Mitglied des volkswirtschaftlichen und des Revisionsausschusses. Er gehörte dem Klub Fortschrittspartei an.
Herrmann ist in Wien am Meidlinger Friedhof in einem ehrenhalber gewidmeten Grab beigesetzt (Abteilung E, Reihe 7, Grab Nr. 113). Auf dem Grabstein steht: „Der Erfinder der Postkarte“.

## Wirkung
Friedrich Nietzsche hat Herrmanns Cultur und Natur intensiv studiert und seine eigenen Vorstellungen von Ökonomie im Spätwerk danach modelliert.

## Ehrungen
In Wien wurde 1930 der Herrmannpark im 3. Wiener Bezirk nach Emanuel Herrmann benannt.

## Werke
- Mit Valentin Pogatschnigg: Deutsche Volks-Lieder aus Kärnten, 2 Bände. Graz 1869 und 1870.
- Die Theorie der Versicherung vom wirthschaftlichen Standpunkte. Graz 1868.
- Leitfaden der Wirthschaftslehre. Graz 1870.
- Miniaturbilder aus dem Gebiete der Wirthschaft. Halle a. S.: Nebert, 1872.
- Naturgeschichte der Kleidung. Wien, Waldheim 1878.
- Cultur und Natur. Studien auf dem Gebiete der Wirthschaft. Berlin 1887.
- Technische Fragen und Probleme der modernen Volkswirtschaft. 1891.
- Das Geheimnis der Macht. Originalstudien, 2. Aufl. Berlin 1896.